# Gösta Lindström (konstnär)
Gustaf (Gösta) Helge William Lindström, född 7 mars 1905 i Stockholm, död 15 september 1989 i Gustav Vasa församling i Stockholm, var en svensk målare. 
Gösta Lindström var son till bagaren Magnus Lindström och hans hustru Amanda samt från 1940 gift med Helga Kristina Thuresson (1901–1987). Lindström studerade vid Tekniska skolan i Stockholm 1922–1924 samt under studieresor till Italien 1948–1949. Han var verksam som dekorationsmålare 1924–1934 och därefter som konservator. Separat ställde han ut på De ungas salong i Stockholm 1941 och därefter ett separat i flera svenska städer. Han medverkade i samlingsutställningar med Sveriges allmänna konstförening. Hans måleri består av porträtt, figurkompositioner, interiörer och landskap i olja, akvarell eller pastell. Han var även verksam som dekoratör vid kyrkorestaureringar, bland annat i Norrfors kyrka i Västerbotten, Södra teatern, Kungliga teatern och Stockholms slott. Makarna Lindström är begravda på Brunskogs kyrkogård.